# Turanga Leela
Turanga Leela (vaak gewoon Leela genoemd) (geboren op A.D. 2975) is een personage uit de animatieserie Futurama. Haar stem wordt gedaan door Katey Sagal.
Leela is een cycloop met maar 1 groot oog midden op haar voorhoofd. Lange tijd werd gedacht dat ze een alien was, maar later bleek ze een mutant te zijn. Ze ontwikkelt in de serie een relatie met Fry. Leela draagt altijd een gecomputeriseerde armband aan haar pols.

## Oorsprong van haar naam
"Leela" wordt gezien als haar voornaam. "Turanga" is haar achternaam. Haar achternaam is een referentie aan Olivier Messiaens beroemdste orkestrale werk, de Turangalîla-symfonie. Haar achternaam werd pas ver in de serie onthuld.
Lila betekent paars in het Spaans, Zweeds, Hongaars, Nederlands, Fins, Duits en enkele Slavische talen. Daar Leela paars haar heeft bestaat het vermoeden dat ze haar naam hieraan dankt. De naam kan echter ook een referentie zijn aan een van the Doctors voormalige helpers uit de Britse serie Doctor Who.

## Biografie
Leela werd geboren als kind van Turanga Morris en Turanga Munda in een ondergrondse gemeenschap van mutanten, die in de riolen van New New York wonen. Vanwege hun genetische afwijkingen mogen deze mutanten zich nooit bovengronds vertonen. Leela was volgens haar ouders “de minst gemuteerde mutant ooit”, want op het feit dat ze maar 1 oog had na leek ze gewoon op een mens. Omdat haar ouders niet wilden dat ze het ellendige leven van een mutant moest lijden, lieten ze haar achter op de stoep van het Cookieville Minimum Security Orphanarium (een weeshuis). Leela’s moeder liet tevens een briefje achter geschreven in een buitenaards ogend schrift, waardoor men aannam dat ze een alien was.
Leela bracht haar gehele jeugd door in het weeshuis. Haar ouders hielden haar vanuit de riolen in de gaten, en grepen soms in als Leela dreigde iets te overkomen. Dit deden ze wel zonder zichzelf bekend te maken. Leela groeide op met de gedachte dat ze een alien was, en pas in de aflevering "Leela's Homeworld" ontdekte ze de waarheid.
Als kind kreeg Leela het vaak zwaar te verduren vanwege het feit dat ze anders was. Als tiener trainde ze zichzelf in Arcturan Kung-Fu.
Als volwassene was Leela een aantrekkelijke vrouw, op haar oog na. Haar eerste baan was dat van Career-Chip Officer; waarbij ze mensen die pas waren ontwaakt na te zijn ingevroren moest helpen aan een nieuwe baan. Via deze baan leerde ze Fry kennen. Fry overtuigde haar dat dit werk niets voor haar was, en samen met hem ging ze werken voor de koerierdienst Planet Express. Hier werd ze als snel kapitein van het Planet Express schip.
Leela is fysiek erg sterk, maar omdat ze maar 1 oog heeft kan ze moeilijk diepte zien. Desondanks is ze een uitstekende piloot (op het feit dat ze in elk openingsfilmpje van de show tegen een scherm botst na). Haar gebrek aan dieptezicht werd benadrukt in de aflevering "A Bicyclops Built for Two".
Leela’s armband is in staat tot vele functies, vaak net datgene waar de plot van een aflevering om draait. Het bevat onder andere een opspoorder genaamd een "wrist-lojackamator". In "The Luck of the Fryish" bekende ze dat ze er ook Tetris op kan spelen. In "Spanish Fry" blijkt de armband een cosmetische laser te bevatten.
Leela heeft een nieuwsgierige persoonlijkheid, maar dat blijkt meestal iets positiefs daar ze geregeld Fry in de gaten houdt en zo altijd aanwezig is als hij weer hulp nodig heeft.

## Relaties
Leela heeft een aantal relaties gehad. Ze refereert geregeld aan een jongen genaamd Sean, maar van hem is niet bekend hoelang hij iets met Leela heeft gehad.
Leela is in een aflevering in het eerste seizoen, Love's Labours Lost in Space de koffer ingedoken met Zapp Brannigan, iets waar ze ongelofelijk veel spijt over heeft. Zapp kan het niet nalaten om bij zowat elke gelegenheid daaraan terug te refereren, hopend op een tweede date (die er nooit komt).
In de serie probeert vooral Fry geregeld een relatie op te bouwen met Leela, maar daarmee heeft hij niet veel succes geboekt. In de aflevering Time Keeps on Slippin' trouwden de twee tijdelijk, maar dit huwelijk liep stuk. In deze aflevering zei Leela tegen Dr. Zoidberg: "Fry is very sweet, but he's so immature. I love his boyish charm, but I hate his childishness."
Aan het eind van de laatste film, Futurama: Into the Wild Green Yonder, beantwoordt Leela eindelijk Fry's liefde en kust hem, net op het moment dat het schip waar ze in zitten een wormgat in vliegt.